# Marco Diem
Marco Diem (Elgg, 23 januari 1964) is een Zwitsers voormalig wielrenner.

## Carrière
Diem was gedurende vier seizoenen profwielrenner en reed voor Belgische, Zwitserse en Zuid-Afrikaanse ploegen. Hij won een aantal wedstrijden in Zwitserland maar behaalde daarbuiten geen grote resultaten en nam niet deel aan de voorname wedstrijden.

## Erelijst
1987
- GP de Genève
- GP de la Liberté
- Proloog en 4e etappe Tour de Suisse Orientale
- Algemeen klassement Tour de Suisse Orientale

1990
- Neerach

Wielerploegen van Marco Diem
Achermann ·
Bomans ·
Brasseur ·
Breu ·
Dauwe ·
Dernies · 
Diem ·
F. Dierickx ·
M. Dierickx ·
Ducrot ·
Goessens ·
Küttel ·
Pauwels · 
Robeet ·
Scharmin ·
Schönenberger ·
Van De Vel ·
A. van der Poel ·
J. van der Poel ·

Verbeeck ·
Wegmüller ·
Wijnands
Achermann ·
Bomans ·
Brasseur ·
Breu ·
Dauwe ·
Dernies · 
Diem ·
Dierickx ·
Goessens ·
Küttel ·
Lapage ·
Pauwels · 
Robeet ·
Steinmann ·
Van De Vel (tot 28/02) ·
A. van der Poel ·
J. van der Poel ·
Wegmüller ·
Farazijn (stagiair) ·
Nelissen (stagiair)